# Oceanites
Oceanites és un gènere d'ocells marins de la família dels oceanítids (Oceanitidae). Aquests petrells pelàgics habiten principalment a l'Hemisferi Sud.

## Taxonomia
Segons la classificació del Congrés Ornitològic Internacional (versió 2.6, 2010) aquest gènere està format per tres espècies:
- Ocell de tempesta pincoya (Oceanites pincoyae).[3]
- Ocell de tempesta d'Elliot (Oceanites gracilis).[4]
- Ocell de tempesta de Wilson (Oceanites oceanicus).[5]